# Weidlitz

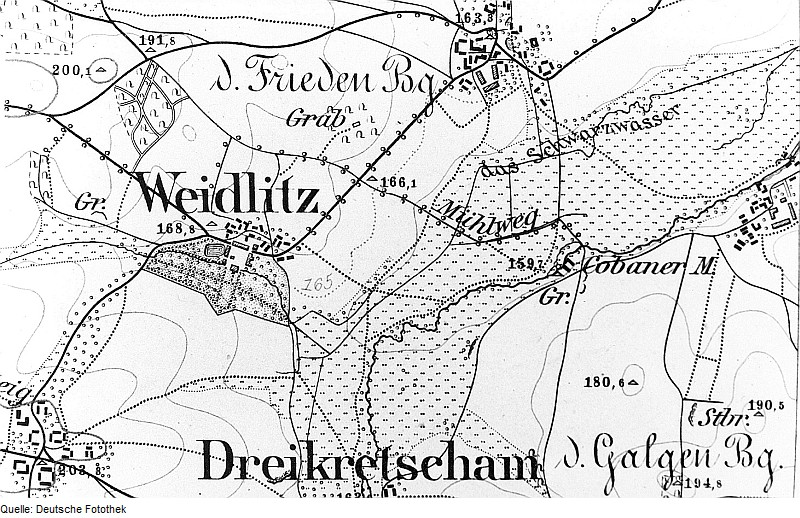
Lage von Weidlitz am Westhang des Schwarzwasser-Tales

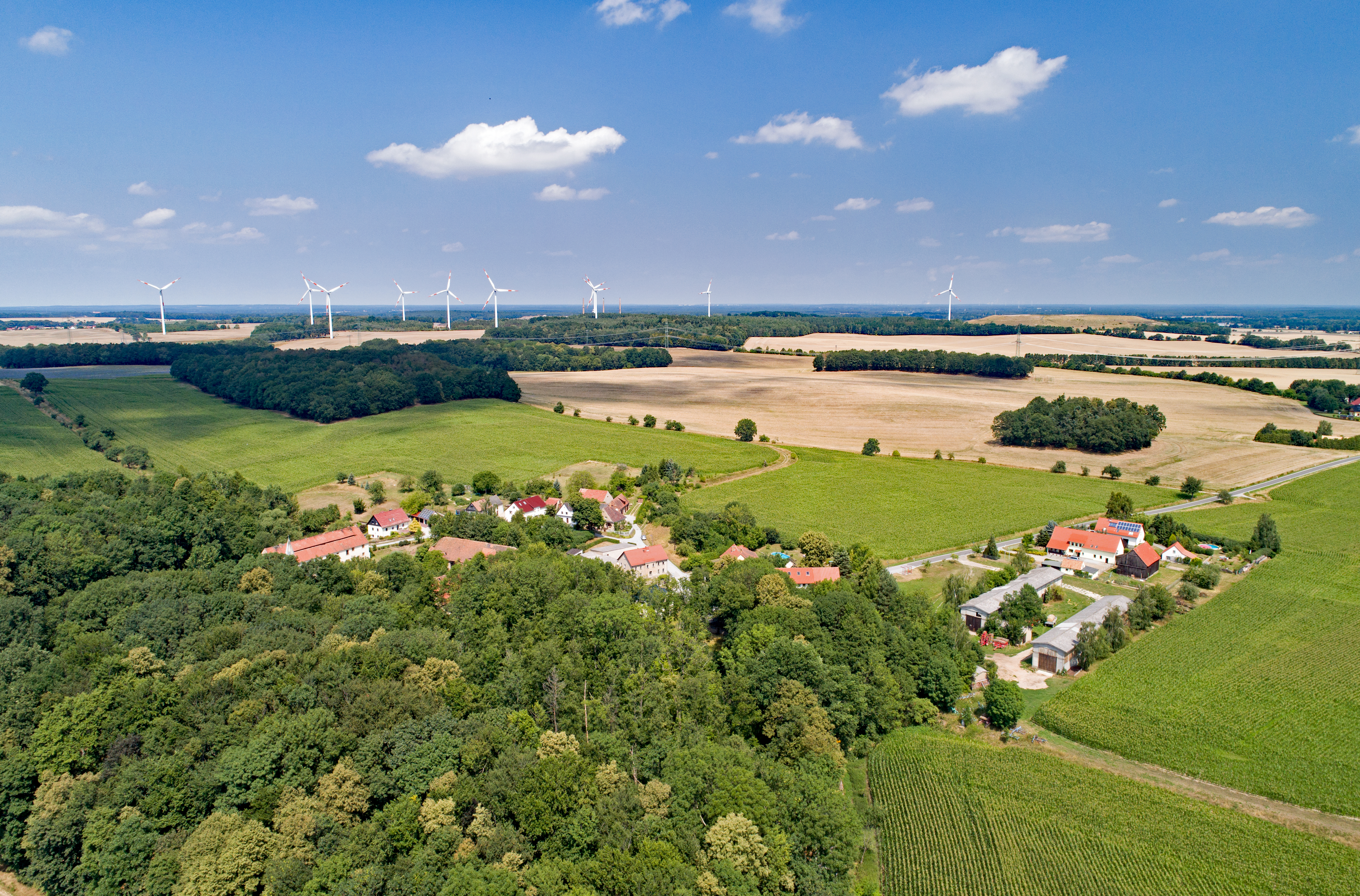
Luftbild

Weidlitz, obersorbisch Wutołčicyⓘ, ist ein Dorf im ostsächsischen Landkreis Bautzen und seit 1993 Ortsteil der Gemeinde Neschwitz. Es liegt in der Oberlausitz und befindet sich im Siedlungsgebiet der Sorben.

## Geografie
Der kleine Ort befindet sich etwa zehn Kilometer nordwestlich der Kreisstadt Bautzen und fünf Kilometer südlich des Gemeindezentrums Neschwitz am Westhang des Schwarzwasser-Tales an einem von Westen kommenden kleinen Zufluss. Nach Westen und Norden hin steigt das Gelände an, so liegen die Nachbarorte Neu-Lauske und Storcha etwa 40 m höher als Weidlitz, im Norden erhebt sich der sogenannte Friedensberg (195 m). Das östlich verlaufende und in den 1970er Jahren begradigte Schwarzwasser macht auf der Höhe des Ortes eine Kurve und fließt dann in nordöstlicher Richtung weiter. Die nähere Umgebung von Weidlitz wird landwirtschaftlich genutzt, ist aber von kleinen Wäldchen durchsetzt.
Der Siedlungsanlage nach ist Weidlitz ein Rundweiler mit einem Gutshof im westlichen Teil.
Die Nachbarorte sind Pannewitz im Nordosten, Dreikretscham im Süden, Storcha im Südwesten und Neu-Lauske im Westen.

## Geschichte

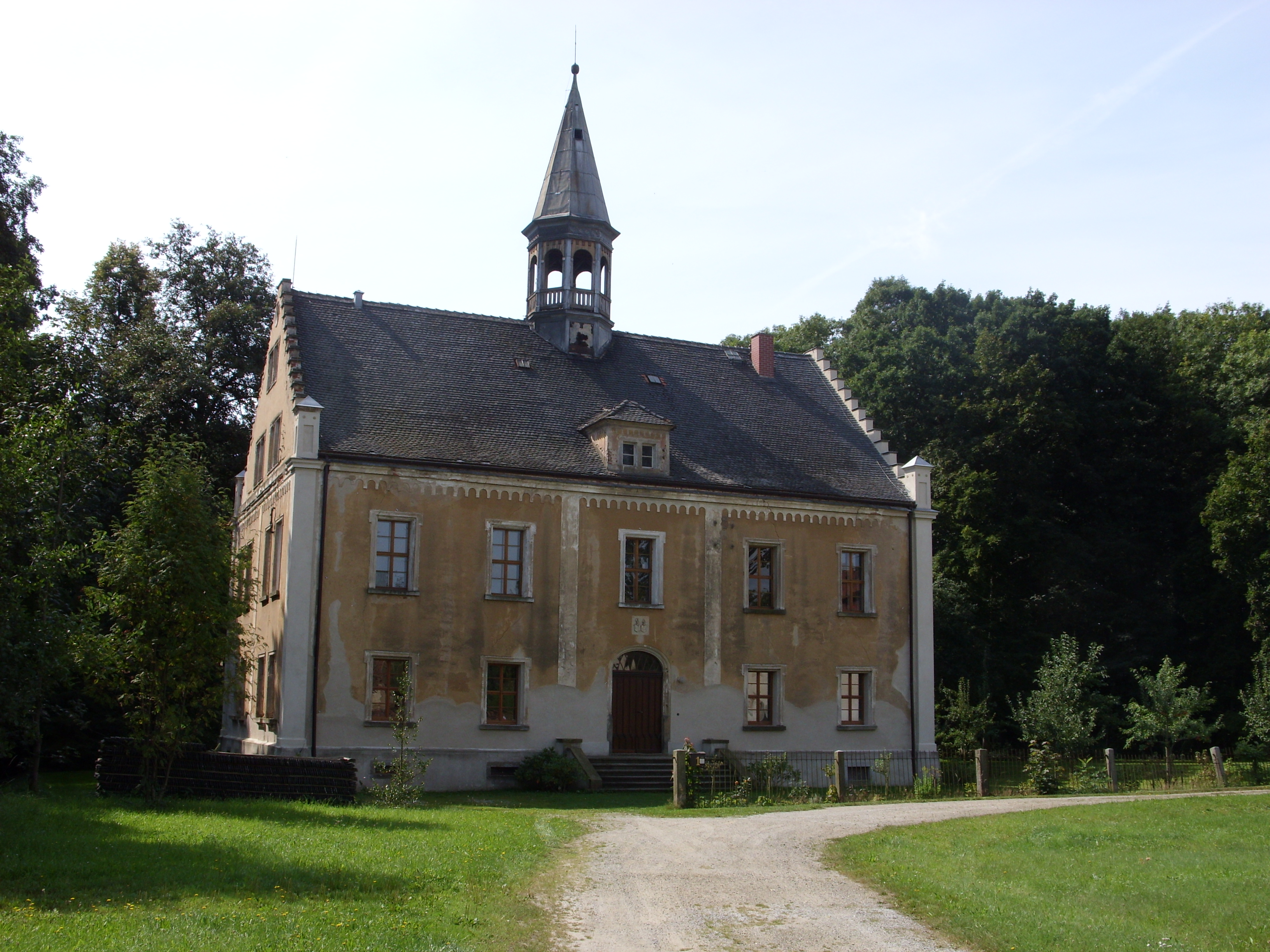
Das Weidlitzer Rittergut

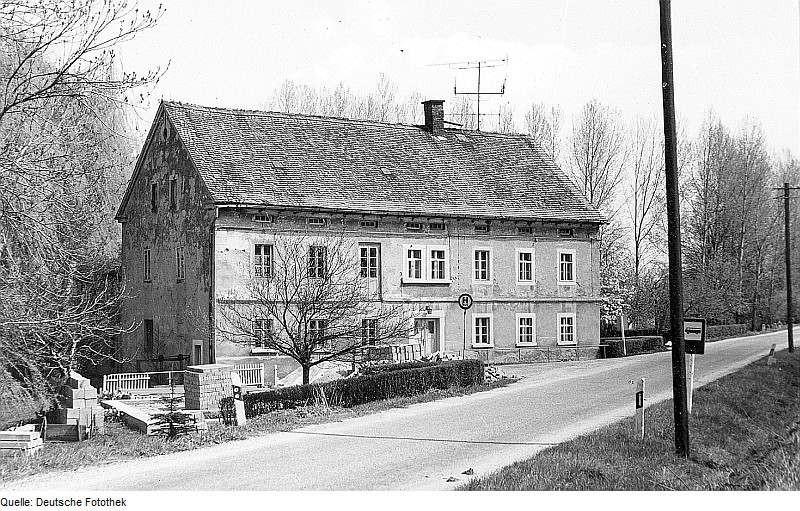
Die zu Weidlitz gehörige Kobanmühle an der Straße von Dreikretscham nach Loga

Der Ort wurde erstmals 1419, für regionale Verhältnisse also relativ spät, als Witolitz erwähnt. Lag die Grundherrschaft bis zur Mitte des 16. Jahrhunderts noch beim Rittergut Milkwitz, ist seit 1562 das ortsansässige Gut (damals noch Weitteliz) als Grundherr verzeichnet. Seit 1658 wird der Ort unter seinem heutigen Namen verzeichnet.
Weidlitz war seit der Einführung der Landgemeinden im 19. Jahrhundert Ortsteil des benachbarten Pannewitz, wobei dieses mitsamt Gut schon seit 1704 zum Grundbesitz des Weidlitzer Gutes gehörte, da Ernst Gotthardt Adolf von Warnsdorf auf Zschochau beide Güter erworben und vereinigt hatte. Der wohl bekannteste zwischenzeitliche Besitzer beider Güter war der sächsische Premierminister Heinrich von Brühl, der die Güter 1746 erwarb, jedoch nur einmal besuchte und bereits 1749 wieder verkaufte. Danach waren sie im Besitz der Familie Friedrich Lingke. Während des Siebenjährigen Krieges machte Friedrich der Große an der Spitze seiner Truppen am 6. Juli 1760 auf dem Weg nach Hoyerswerda in Weidlitz Rast.
Nach den Napoleonischen Kriegen ging Gut Weidlitz 1816 auf den Enkel Lingkes, Dr. Friedrich Wilhelm Hermann, über. Dessen Sohn Paul Hermann übernahm das Gut 1830 und ließ 1842/43 das Schloss in seiner heutigen Gestalt neu aufbauen, nachdem er sich dazu entschlossen hatte, sich in Weidlitz anzusiedeln. Bis in die 1860er Jahre befand sich außerdem die landwirtschaftliche Versuchsanstalt der Oberlausitz im Ort, bevor sie nach Pommritz bei Hochkirch verlegt wurde.
Historisch zu Weidlitz gehört auch die Kobanmühle bei Loga am Schwarzwasser, die in Besitz des Gutes war.

## Bevölkerung
Im Jahre 1834 hatte Weidlitz 61 Einwohner, darunter 38 Protestanten und 23 Katholiken. Im Laufe des 19. Jahrhunderts stieg die Bevölkerungszahl auf über 90. Im 20. Jahrhundert, besonders aber in den letzten 30 Jahren, ist die Einwohnerzahl dagegen stetig gesunken, zuletzt auf weniger als 30.
Arnošt Muka führte Weidlitz in seiner Statistik der 1880er Jahre nicht gesondert auf, verzeichnete aber für Pannewitz und Weidlitz gemeinsam 179 Bewohner, davon 146 Sorben (82 %) und 33 Deutsche. Damit war der Anteil der Deutschen in den beiden Orten deutlich höher als in der Umgebung.
Die evangelischen Weidlitzer waren bis 1809 nach Göda gepfarrt, seitdem gehören sie zur Kirchgemeinde Neschwitz.